# Joaquín Anselmo María Albareda y Ramoneda
Joaquín Anselmo María Albareda y Ramoneda, O.S.B., španski rimskokatoliški duhovnik, škof in kardinal, * 16. februar 1892, Barcelona, † 19. julij 1966.

## Življenjepis
7. julija 1915 je prejel duhovniško posvečenje.
19. marca 1962 je bil povzdignjen v kardinala in imenovan za kardinal-diakona S. Apollinare alle Terme Neroniane-Alessandrine. 5. aprila je bil imenovan za naslovnega nadškofa Gipsarie in 19. aprila istega leta je prejel škofovsko posvečenje. Že naslednje leto je odstopil z nadškofovskega mesta.